# アルブレヒト・ウンゼルト

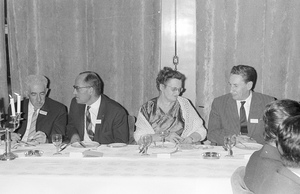
Utrecht Astronomy Symposium 1963. Left to right: Marcel Minnaert, Albrecht Unsöld, Miep Minnaert, Andrei Severny.

アルブレヒト・オットー・ヨハネス・ウンゼルト（Albrecht Otto Johannes Unsöld, 1905年4月20日- 1995年9月23日）は、ドイツの天体物理学者である。恒星大気の研究や、『恒星大気の物理学』『現代天文学』の著者として知られている。

## 生涯
バーデン＝ヴュルテンベルク州のボルハイム (de:Bolheim) に生まれた。テュービンゲン大学、後にミュンヘン大学でアルノルト・ゾンマーフェルトなどに物理学を学んだ。1932年にキール大学の教授となり1973年までその職にあった。

## 業績
恒星大気のスペクトル線のプロファイルから、恒星大気の運動等を求める方法を提案し、1939年にB0型の恒星のスペクトル線についての研究を発表した。これは太陽以外の恒星の大気についての最初の研究であった。

## 受賞
- 1956年 - ブルース・メダル
- 1957年 - 王立天文学会ゴールドメダル
- 1973年 - コテニウス・メダル

## 命名
- 小惑星 : (2842)ウンゼルト (Unsold)[1]。